# ミレン・ストエフ
ミレン・ヤンコフ・ストエフ（Milen Yankov Stoev (ブルガリア語: Милен Стоев、1999年9月29日 - ）は、ブルガリア・サンダンスキ出身のプロサッカー選手。アルダ・クルジャリ所属。ポジションは、ディフェンダー。